# Mārtiņs Lībergs

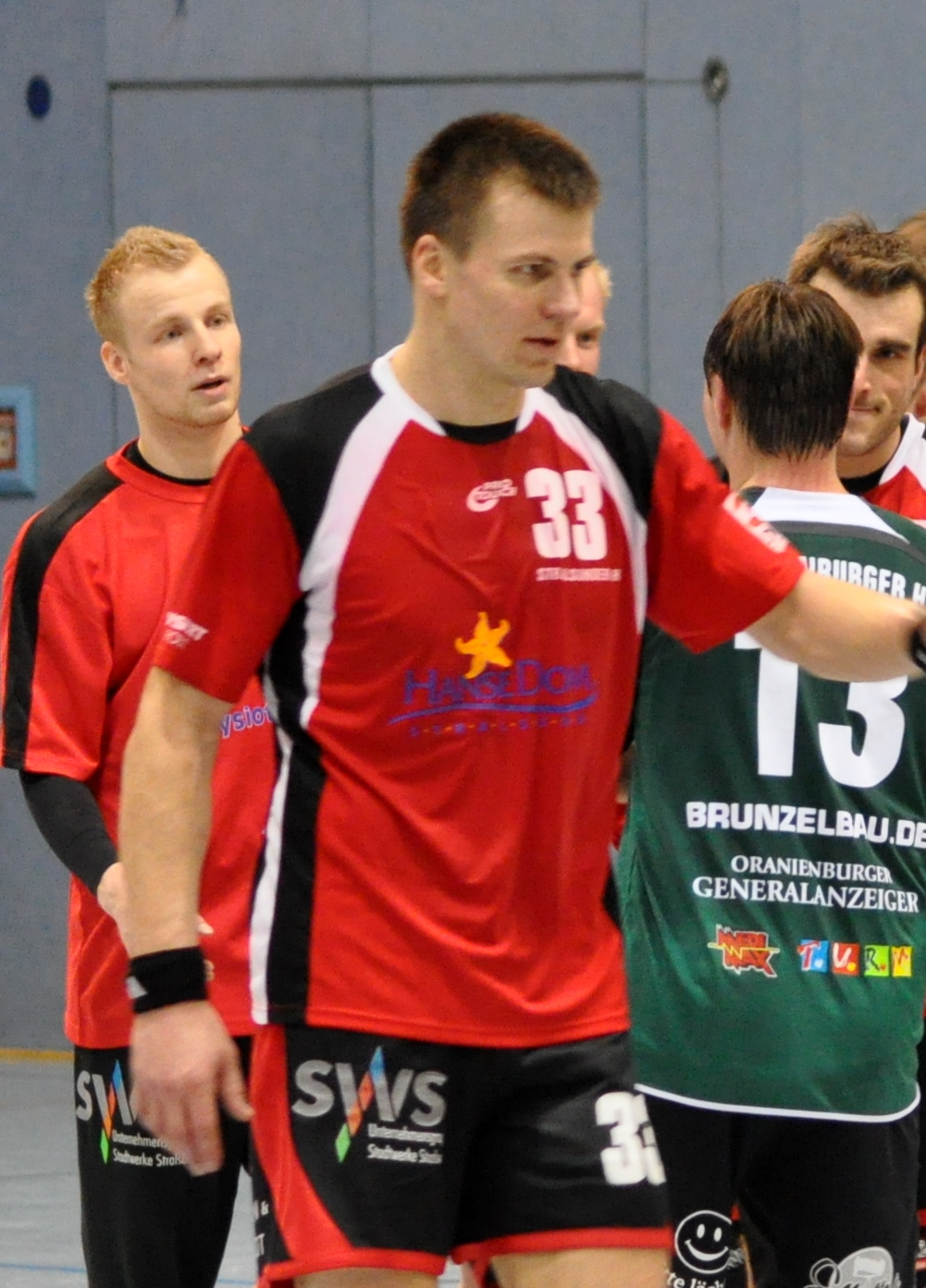
Mārtiņs Lībergs (2011)

Mārtiņs Lībergs (* 7. März 1980 in Dobele) ist ein lettischer ehemaliger Handballspieler.
Der 2,01 m große und 100 Kilogramm schwere rechtshändige Rückraumspieler spielte bis zum Ende der Saison 2002/2003 beim ASK Riga, dann bis 2005 beim österreichischen Klub HC Hard, von wo er zum Dessau-Roßlauer HV ging. Er spielte in der Saison 2008/2009 beim Stralsunder HV in der 1. Bundesliga. Zur Saison 2009/2010 wechselte er zum HC Dinamo Minsk, wo er bis März 2010 unter Vertrag stand. Anschließend spielte er ab März 2010 beim HC Aschersleben und ab Februar 2011 wieder für den Stralsunder HV, mit dem er den Klassenerhalt in der 3. Liga erreichte. Sein Vertrag in Stralsund wurde nach der Saison 2010/2011 nicht verlängert. Im Sommer 2011 unterschrieb Lībergs einen Vertrag bei der HSG Varel, wo er 2017 seine Karriere beendete.
Mit Riga spielte Mārtiņs Lībergs im Europapokal der Pokalsieger (2000/2001) und im EHF-Pokal (2001/2002 und 2002/2003), mit Hard in der EHF Champions League (2003/2004) und dem EHF Challenge Cup (2004/2005) und mit Minsk im EHF-Pokal (2009/2010) und der EHF Champions League (2009/2010).
Mārtiņs Lībergs spielte 20 mal für die lettische Nationalmannschaft (Stand: 16. Juli 2003); er gehörte zum Aufgebot des lettischen Nationalteams für die Qualifikation zur Europameisterschaft 2010.
Seine beiden Brüder Uldis Lībergs und Janīs Lībergs sind ebenfalls Handballspieler.